# Schuyler Carron
Schuyler Carron   (Estats Units d'Amèrica, 24 d'agost de 1921 - Plattsburgh, 15 de juny de 1964), també conegut com a Sky Carron, fou un pilot de bob estatunidenc que va competir durant la dècada de 1940.
El 1948 va prendre part en els Jocs Olímpics d'Hivern de Sankt Moritz, on guanyà la medalla de bronze en la prova de bobs a dos, formant equip amb Frederick Fortune, del programa de bob.